# Anycles cupreus
Anycles cupreus là một loài bướm đêm thuộc phân họ Arctiinae, họ Erebidae.